# Въртошийка
Въртошийката, въртоглавка (Jynx torquilla) е прелетна птица от семейство Кълвачови. Тя е малка горска птица, единствен вид в рода си. Среща се и в България.

## Физически характеристики
Въртошийката е малко по-голяма от врабче. Дължината на тялото ѝ е 16–18 cm, размахът на крилата е 25-27 cm, а дължината им е 8,0-9,7 cm. Теглото ѝ варира от 20 до 40 g. Горната страна на тялото е сиво-кафява, изпъстрена с тъмни и светли петна. По главата, шията и гърба те преминават в ясно изразени тъмни ивици. Коремът е жълтеникав, гърлото - бяло, а гърдите - ръждиви. Долната страна на тялото е прошарена от напречни вълновидни ивици. Наблюдава се добре забележима тъмнокафява линия, която започва от основата на човката, минава покрай окото, спуска се по шията и достига до началото на крилото. Когато е кацнала на дърво, окраската на въртошийката се слива с цвета на кората и птицата се забелязва трудно. Опашката е мека, леко закръглена и достатъчно дълга, с пет тъмни дъгообразни ивици. Не е пригодена за подпиране в ствола на дървото, както е при кълвачите. Очите са жълто-червени, а клюнът и краката - жълти. Човката е къса и остра, но с нея не може добре да дълбае дървесината. Не се наблюдава полов диморфизъм. Младите индивиди имат по-светло оперение, а ивиците са неясни.
Външно повече прилича на врабче, отколкото на кълвач. Външното сходство с кълвачите се ограничава само в конструкцията на краката, с първи и четвърти пръст обърнати назад, а втори и трети – напред. Прилика се наблюдава и в характера на полета, който е вълнообразен и се състои от поредица бързи махове и продължаването му по инерция с прибрани крила.
Звуците, които въртошийката издава, представляват серия от последователни „ти-ти-ти“, като между две серии оставя известна пауза. Заради тях едно от руските наименования на птицата е тикун. При забелязана опасност звукът се променя на „тек-тек-тек“, придружено със змийско съскане.

## Разпространение
Въртошийката има изключително голям ареал на разпространение. Населява почти половината от земното кълбо, но Родината ѝ обхваща Централна Европа и Средна Азия. Разпространена е в цяла Европа, без най-северните области, където ареалът му достига до лесотундрата. Най-крайната северозападна европейска точка е Великобритания, където през 1950 година са наброени 200-400 двойки, през 1973 година цифрата спада на 60, а в наше време присъствието на птицата там е спорадично. В Азия се среща на север до Якутия, на юг - до индийския щат Кашмир, на изток до Японските острови и полуостров Корея.
Зимува в тропическите области на Африка и Южна Азия. В България долита през март и отлита през септември. Мигрира сама или на малки групи от по няколко птици.
Независимо от факта, че тенденцията е броят на птиците да намалява, спадът не се смята за достатъчно бърз, за да се доближи до праговете на уязвимост. Поради тези причини видът се оценява като незастрашен. По данни от 2004 година, гнездовата популация в Европа се оценява на 580 000 - 1 300 000 гнездящи двойки, което се равнява на 1 740 000 - 3 900 000 птици. Европа формира 25-49% от глобалния обхват, така че размерът на цялата популация се изчислява на 3 550 000 - 15 600 000 броя. 
Броят на птиците все пак намалява в дългосрочен план от средата на 19 век. В Западна и Централна Европа това се дължи на повишените валежи по време на размножителния сезон, причинени от климатичните промени, земеделска подобрение, загубата на овощни градини и намаляването на поляните. Други причини са подмяната на дърветата с иглолистни насаждения и широко разпространената употреба на пестициди и хербициди. В Европа тенденцията от 1980 година насам показва, че популациите са били подложени на умерен спад, на базата на предварителните данни за 21 страни от континента, включени в общата схема за мониторинг на птиците.

## Начин на живот и хранене
Въртошийката се среща в равнини и предпланински райони. Обитава широколистни и смесени гори, паркове, градини, единични дървета, овощни градини и крайречни насаждения. Предпочита стари гори, където дърветата са с много кухини и хралупи, обикновено брези, трепетлики и липи. Там често може да се види на земята край мравуняци, които разравя с човката си. По дърветата прехвръква от клон на клон и не може да се придвижва по кората на ствола както кълвача. Възрастните птици са силно привързани към собствената си територия и се стремят да се завърнат там през пролетта. Не се плашат от хората и охотно се заселват в непосредствена близост до сгради и в градски паркове. Въртошийката стои плътно в гнездото си и излита от него твърде неохотно.
При опасност въртошийката не изоставя яйцата си, а разперва крила и опашка, отваря човка, съска като змия и върти главата си в различни посоки, като извършва с шията си змиевидни движения. Оттук идва и названието ѝ почти на всички езици. Перата по гърба се движат изключително съгласувано и всичко това създава илюзия, напомняща разсърдена змия. По същия начин се защитава и когато попадне в човешки ръце. При поява на хищник въртошийката може да се затаи без да се движи и да се слее с кората на дървото.
Храни се предимно с дребни насекоми, вредители по горите, паяци, бръмбари, листни въшки и мекотели, които събира по кората на дърветата и по земята. Пред възрастните насекоми предпочита техните яйца. Любимата ѝ храна са мравките и техните яйца, поради което името ѝ, преведено от испански е мравоядка. При случай се храни и с гъсеници и други личинки. Голямо предимство при събиране на храна е нейният лепкав език, който може да се протяга на доста дълго разстояние. Благодарение на него тя успява да измъква насекоми и мравки от пукнатини по дърветата, от гнили пънове и разровени мравуняци.

## Размножаване
Гнездовият период на въртошийката започва през април. Гнезди в естествени хралупи и в изоставени стари дупки на кълвачи. Понякога сама издълбава плитка дупка в меката трепетлика. Известна е с това, че може да изгони от някое гнездо вече настанили се там по-малки птици и да го заеме. Изгражда гнездото си от няколко десетки сантиметра до 7 метра над земята. Мъжкият е този, който избира мястото на гнездото, след което издава призивни брачни звуци, напомнящи „куа-куа-куа“, с които търси партньорка. След като се появи женска, двете птици заедно започват да застилат гнездото си с тънък слой изгнила дървесина - люспи от борова кора, парчета изгнило дърво, суха трева и листа.
В средата на май женската снася от 6 до 12 малки, лъскави, бели яйца, които обикновено инкубира сама в продължение на 12 дни. Размерът им е 22-23 mm на 15-16 mm. Птиченцата се излюпват почти голи, но оперението им бързо пораства. След 20 дни малките вече са самостоятелни и са в състояние да напуснат гнездото. Ако има достатъчно храна, птиците могат да имат второ потомство през юли и август и поколенията за една година стават две. Двамата родители заедно и старателно хранят малките си, главно с яйца на мравки. Никой от тях не се грижи за чистотата на гнездото и постепенно то се изпълва с органични отпадъци. Птичетата напускат гнездото в края на юни или началото на юли и известно време не се разделят. През това време възрастните започват да линеят, като смяната на перата продължава чак до отлитането им.